# Serkal Kus
Serkal Kus (geboren 1976) ist ein deutscher Drehbuchautor kurdischer Abstammung.

## Biografie
Der Sohn kurdischer Einwanderer aus der Türkei begann schon in der Schulzeit mit dem Schreiben von Zeitungsartikeln, Kabarett- und Liedtexten. Einem 2000 abgeschlossenen BWL-Studium in Bayern folgte ein Filmstudium mit Schwerpunkt Drehbuch an der Hamburg Media School, das er 2008 beendete. Danach schrieb er Drehbücher für Film und Fernsehen.
2009 gewann Kus den Young Civis für den von ihm geschriebenen Film Sores und Sîrîn, der die Geschichte zweier kurdischer Flüchtlingskinder erzählt, die aus dem Irak nach Deutschland gebracht werden.

## Filmografie
- 2007: Tembûr (Kurzspielfilm)
- 2008: Lost Lovers (Kurzspielfilm)
- 2009 Sores & Sîrîn (Kurzspielfilm)
- 2010 Inspektor Barbarotti – Mensch ohne Hund (Fernsehfilm)
- 2011: Inspektor Barbarotti – Verachtung (Fernsehfilm)
- 2012: Verloren auf Borneo (Fernsehfilm)
- 2013: Die Kinder meiner Tochter (Fernsehfilm)
- 2014: Gegen den Sturm (Fernsehfilm)

## Belege
1. ↑  Profil  von Serkal Kus auf mediabiz.de, abgerufen am 17. Januar 2021.

| Personendaten    | Personendaten                                 |
| ---------------- | --------------------------------------------- |
| NAME             | Kus, Serkal                                   |
| KURZBESCHREIBUNG | deutscher Drehbuchautor kurdischer Abstammung |
| GEBURTSDATUM     | 1976                                          |